# Alexandr Gólubev
Alexandr Viacheslávovich Gólubev –en ruso, Александр Вячеславович Голубев– (Karaváyevo, URSS, 19 de mayo de 1972) es un deportista ruso que compitió en patinaje de velocidad sobre hielo.
Participó en tres Juegos Olímpicos de Invierno, entre los años 1992 y 1998, obteniendo una medalla de oro en Lillehammer 1994, en la prueba de 500 m, y el séptimo lugar en Albertville 1992, en la misma prueba.

## Palmarés internacional
| Juegos Olímpicos | Juegos Olímpicos      | Juegos Olímpicos | Juegos Olímpicos |
| Año              | Lugar                 | Medalla          | Prueba           |
| ---------------- | --------------------- | ---------------- | ---------------- |
| 1994             | Lillehammer (Noruega) | Medalla de oro   | 500 m            |